# Arrondissement di Melun
L'arrondissement di Melun è una suddivisione amministrativa francese, situata nel dipartimento della Senna e Marna e nella regione dell'Île-de-France.

## Composizione
L'arrondissement di Melun raggruppa 91 comuni in 10 cantoni:
- cantone di Brie-Comte-Robert
- cantone di Le Châtelet-en-Brie
- cantone di Combs-la-Ville
- cantone di Le Mée-sur-Seine
- cantone di Melun-Nord
- cantone di Melun-Sud
- cantone di Mormant
- cantone di Perthes
- cantone di Savigny-le-Temple
- cantone di Tournan-en-Brie